# 川中子温泉
川中子温泉（かわなかごおんせん）は、茨城県常陸太田市（旧国常陸国）にある温泉。
国道293号と旧・日立電鉄線の間に、1軒宿の「川中子温泉 極楽荘」が存在する。周辺には果樹園が多く存在する。

## 泉質
- ナトリウム - 炭酸水素塩・塩化物泉
- 源泉温度15℃
- 毎分湧出量21リットル

## 温泉街
1軒宿で温泉街は存在しない。

## 歴史
地下200メートルまでボーリングをして温泉を開発した。

## アクセス
- 鉄道：日立電鉄日立電鉄線川中子駅が最寄り駅だったが2005年3月31日で廃線となる。
- バス：常磐線大甕駅もしくは水郡線常陸太田駅から日立電鉄交通サービスのバスでのアクセスとなる。